# Willys Interlagos
Der Willys Interlagos war ein Sportwagen, den Willys-Overland do Brazil in São Paulo (Brasilien) in Lizenz herstellte. Es war der erste Sportwagen, der in Brasilien gebaut wurde. Die Fahrzeuge sind im Wesentlichen baugleich mit ihren französischen Schwestermodellen Alpine A108, wie sie vom Sportwagenhersteller Alpine 1960 herausgebracht wurden. Das Design der Fahrzeuge stammt von Phillipe Charles. In Brasilien nachgebaut wurden 3 Versionen: Willys Interlagos Berlineta, Willys Interlagos Cupê, Willys Interlagos Conversível. Die Fahrzeuge tragen vorne den Schriftzug „Interlagos“ und am Heck den Schriftzug „Willys“. Der Modellname ist eine Anspielung auf die Rennstrecke  von Interlagos und sollte die Sportlichkeit des Modells unterstreichen.
Jean Rédélé, der Gründer und damalige Inhaber der Sportwagenmarke Alpine, schloss mit verschiedenen anderen Automobilherstellern Verträge ab, die seine Fahrzeuge daraufhin in Lizenz herstellten. Die Zusammenarbeit mit Willys-Overland do Brazil wurde auf dem „Salão de São Paulo“ im Jahr 1961 der Öffentlichkeit vorgestellt. Auf dem brasilianischen Automobilsalon wurde ein Willys Interlagos Berlineta ausgestellt. Nach dem Produktionsbeginn in São Paulo wurden anfangs 4, später 8 Fahrzeuge pro Tag hergestellt. Bis zum Produktionsende im Jahr 1966 entstanden 822 Fahrzeuge.  
Der Willys Interlagos war mit verschiedenen 4-Zylinder-Motoren lieferbar: mit 845 cm³, 904 cm³ und 998 cm³. Die stärkste Version (998 cm³) leistete 71 PS und erreichte eine Höchstgeschwindigkeit von 160 km/h. Der Willys Interlagos ist ein Heckmotorfahrzeug mit einer GFK-Karosserie. Dieses Material sparte Gewicht, was vor allem für den Motorsport wichtig war.

## Modelle

### Willys Interlagos Berlineta
Der Willys Interlagos Berlineta ist das Schwestermodell des Alpine A108 Berlinette und wurde in Brasilien im Motorsport eingesetzt. Alpine Gründer Jean Rédélé entwickelte neben reinen Straßenfahrzeugen auch Fahrzeuge, die hauptsächlich für den Motorsport ausgelegt waren. Der Willys Interlagos Berlineta war als Rallyesportwagen entwickelt worden. Fahrer wie Bird Clemente oder der junge Carlos Pace saßen am Steuer der Rennversion des Willys Interlagos Berlineta. Bird Clemente startete bei Wettbewerben wie dem GP Guanabara, in Montevideo und auf der Rennstrecke des Namensgebers Interlagos. 

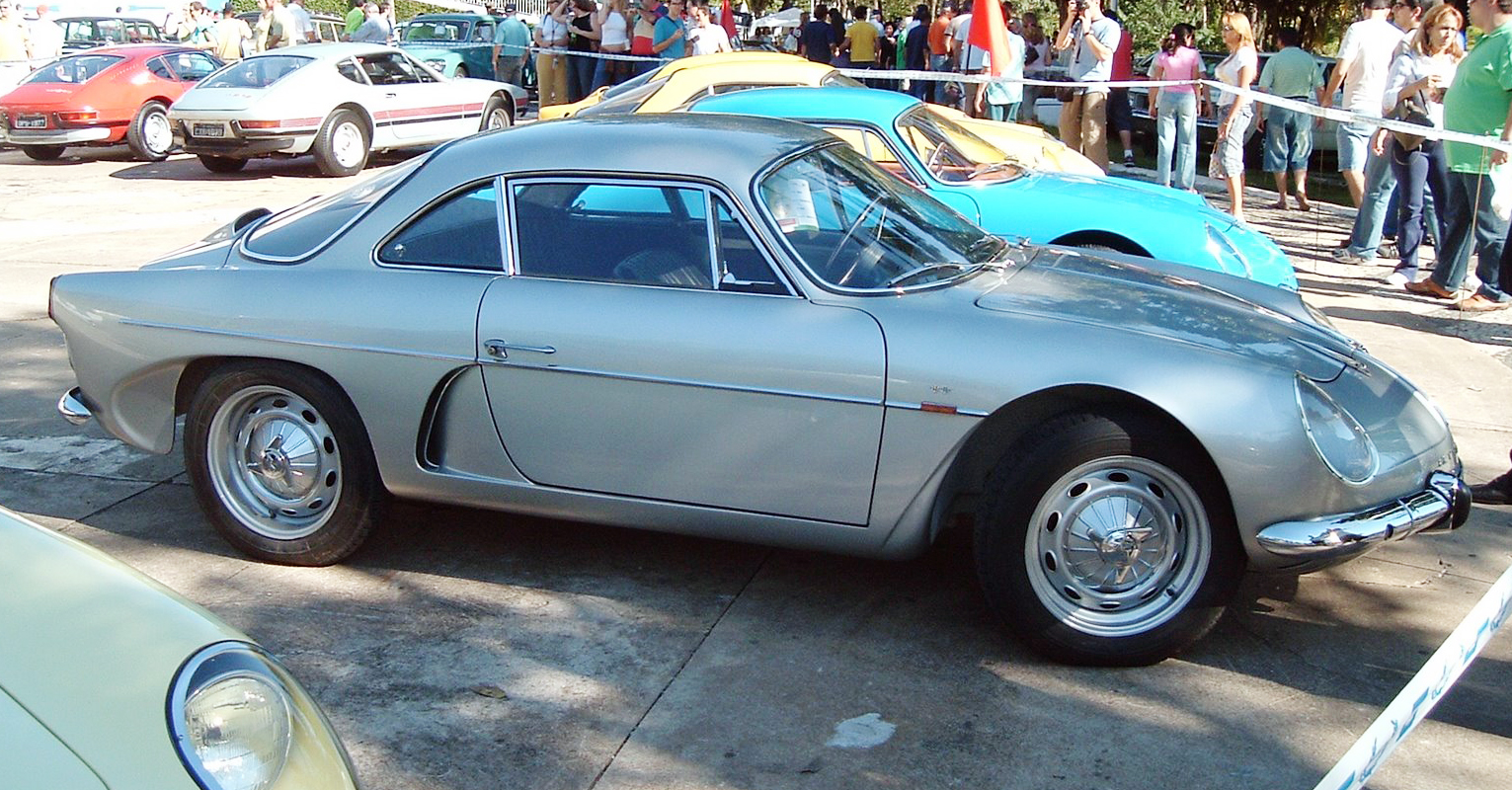
1966 Willys Interlagos Berlineta
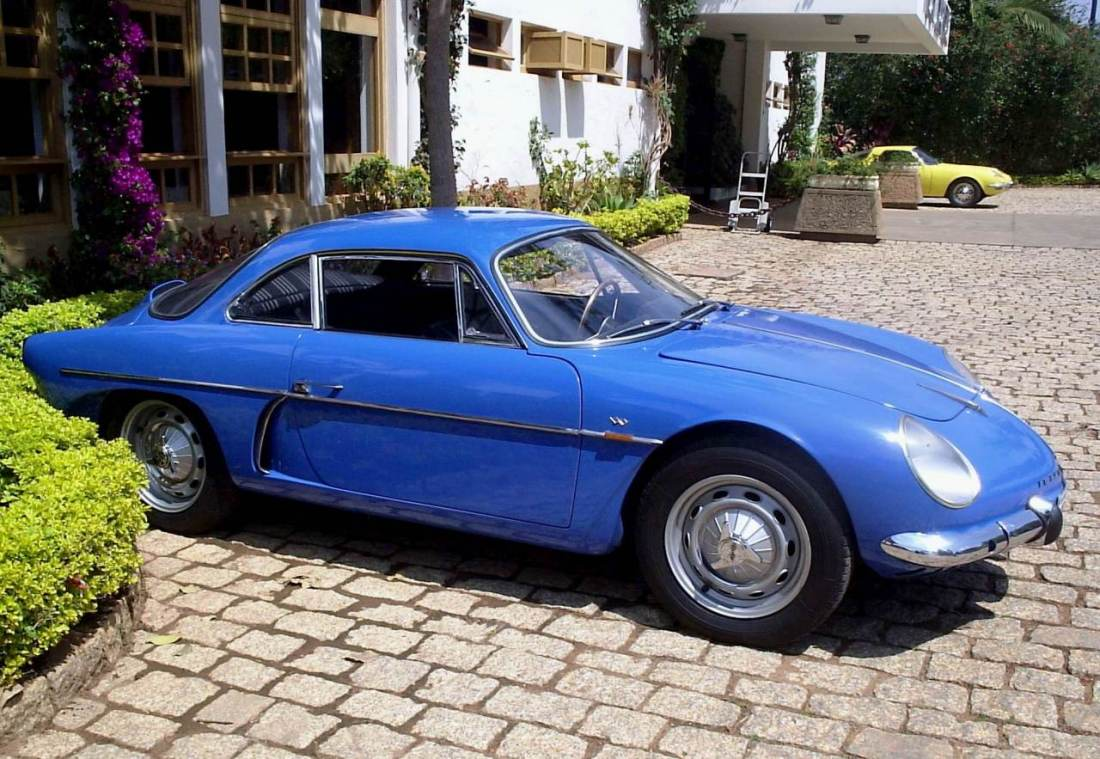
1964 Willys Interlagos Berlineta
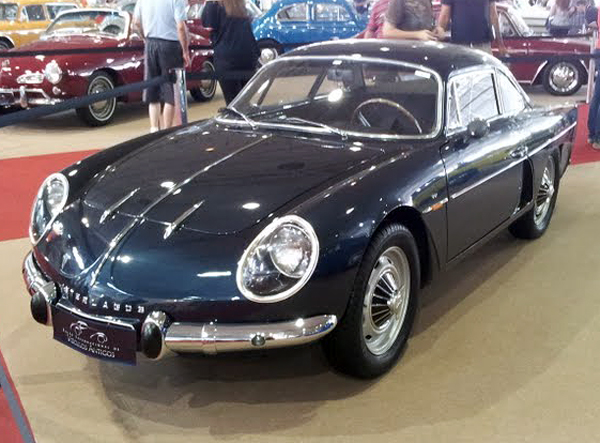
Willys Interlagos Berlineta

### Willys Interlagos Cupê
Der Willys Interlagos Cupê ist ein Coupé und entspricht dem Schwestermodell Alpine A108 Coupe Sport von 1960. Die Front ist ähnlich gestaltet wie die des Willys Interlagos Berlineta. Dach und Heckpartie sind jedoch anders geformt.

### Willys Interlagos Conversível
Der Willys Interlagos Conversível ist die Cabrioversion des Willys Interlagos. Der Wagen ist das Schwestermodell des Alpine A108 Cabriolet Sport von 1960. Der Wagen hat ein Stoffdach, das heruntergeklappt werden kann. 